# 제1대 옥스포드와 모티머 백작 로버트 할리
제1대 옥스포드와 모티머 백작 로버트 할리(Robert Harley, 1st Earl of Oxford and Mortimer, KG, 1661년 12월 5일~1724년 5월 21일)는 그레이트브리튼 왕국의 정치인이다. 에드워드 할리의 장남으로 태어났으며 로버트 할리와 브릴리아나 콘웨이 할리의 손자이기도 했다. 영국 옥스퍼드셔주의 어느 작은 학교에서 공부했다. 그는 어린 나이에 위그 철학과 불신봉을 배웠으나 집안의 종교를 전적으로 포기하지는 않았다. 단, 정치적으로는 집안과 생각을 많이 달리했다.